# Монах (острова)
Острова Мо́нах (англ. Monach Islands; Heisker, гэльск. Eilean Heisgeir) — группа островов в составе архипелага Внешние Гебридские острова, Шотландия, Великобритания. Не следует путать с островом О-Скерь (Hyskeir) во Внутренних Гебридах и с островом Хаскир (Haskeir; Внешние Гебриды).

## Геология и география
Архипелаг состоит из шести более-менее крупных островов и нескольких островков и скал. Самые большие острова, Кянн-Иар, Кянн-Эр и Шивиниш, связаны друг с другом ваттами, то есть во время отлива с одного на другой можно перебраться посуху. По некоторым сведениям, до XVI века посуху можно было добраться даже до весьма далёких островов Балешэр и Норт-Уист. Все острова группы Монах низкие (максимальные высоты трёх крупнейших островов — 19, 17 и 10 метров над уровнем моря), песчаные и сильно подвержены эрозии. Вероятнее всего, несколько тысяч лет назад они являлись одним крупным островом, но с тех пор неуклонно разрушаются и уходят под воду. Помимо трёх перечисленных островов, в составе архипелага можно выделить Дискер, Шиллай и Стокай. Около 160 дней в году острова обдувает ураганный ветер западных направлений, особенно это касается самого западного острова — Шиллай.

## История

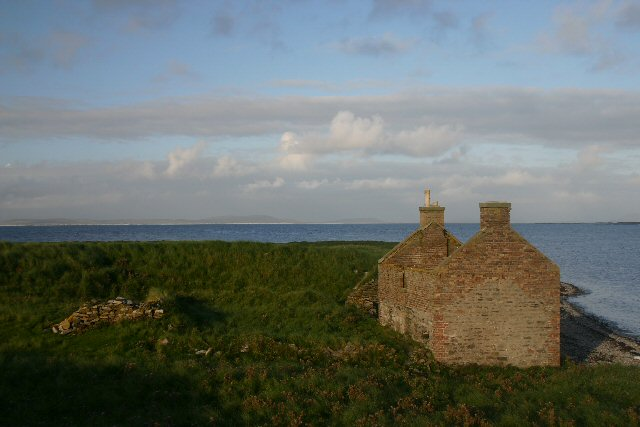
Заброшенное здание

В прошлые века острова Монах были населены, там жило до 140 человек. В 1810 году жители их покинули в связи с перевыпасом скота, но в 1839 году, в связи с депортацией шотландских горцев они вновь были заселены. С начала 1930-х годов до 1948 года население островов составляло два человека — смотрители маяка, с 1948 года и по настоящее архипелаг снова необитаем.
С 1732 по 1734 года на островах Монах своим мужем по политическим причинам была заточена Рейчел Числи, леди Грэндж. Он сам заявил о её смерти и организовал похороны.
Остров Шиллай, самый западный в группе, интересен тем, что на нём стоят одновременно два маяка. Братья-инженеры Дэвид и Томас Стивенсоны возвели здесь маяк в 1864 году, свет в котором поддерживали два монаха — отсюда и название архипелага. В 1948 году, когда последний житель покинул острова, маяк выключили. В 1997 году был выстроен новый маяк, однако его светосила вскоре была признана слишком слабой (свет был виден с 10 миль, а не с необходимых 18), поэтому в 2008 году его отключили, а взамен снова заработал старый маяк, с усовершенствованной оптикой, работающий в полностью автоматическом режиме.
К XXI веку от всех зданий острова уцелела лишь бывшая школа, в которой находят себе приют рыбаки.

## Заповедник
См. также: Флора и фауна Внешних Гебридских островов; Национальные заповедники Шотландии.
В 1961 году острова Монах были признаны Участком особого научного значения. С 1966 года острова и окружающая акватория (общей площадью 36,47 км²) являются национальным заповедником. На островах селятся длинномордые тюлени, их количество может достигать 10 тысяч особей, в заброшенных зданиях живут серые цапли. Всего на островах гнездится 31 вид птиц, хотя зарегистрировано их было около сотни. На островах нет ни одного дерева.
В 1994 году острова были признаны Особо охраняемой зоной — Special Protection Area, в 2005 году — Special Area of Conservation.